# Horseshoe Bend (Teksas)
Horseshoe Bend – jednostka osadnicza w Stanach Zjednoczonych, w stanie Teksas, siedziba administracyjna hrabstwa Parker.